# ヨウラクツツアナナス
ヨウラクツツアナナス Billbergia nutans は、アナナスの1つ。細長い花をぶら下がるようにつける。

## 特徴
株は群生する。葉は12-15個あって葉の基部の部分のみ短い筒状になる。葉は長さ30-45cm、幅1-1.3cm。先端は細く長く尖り、ごく細かな鋸歯が縁に並ぶ。葉の表面は濃緑色で、裏面は白粉状の鱗片を密生する。
開花期は冬から春。花茎は長さ30-40cmで、上に伸びて先端は次第に傾く。先端近くに10-15個の花をつけ、花は細い柄があって垂れ下がる。苞は花茎を包むように伸びて長さ10-12cm、桃赤色で披針形。子房は緑色で、萼は鱗片を密生して白桃赤色で、縁が青紫になる。花弁は長さ3.5-4cm、黄緑色で縁取りは青紫。開花すると反り返る。

## 分布
ブラジル南部からウルグアイ、パラグアイ、アルゼンチン北部に分布する。着生植物。

## 利用
観賞用に栽培される。日本には昭和初期に渡来した。普通は鉢植えで栽培するが、強光を好み、耐寒性が強く、また土でも栽培可能なので日本の暖地では庭植えも可能となっている。

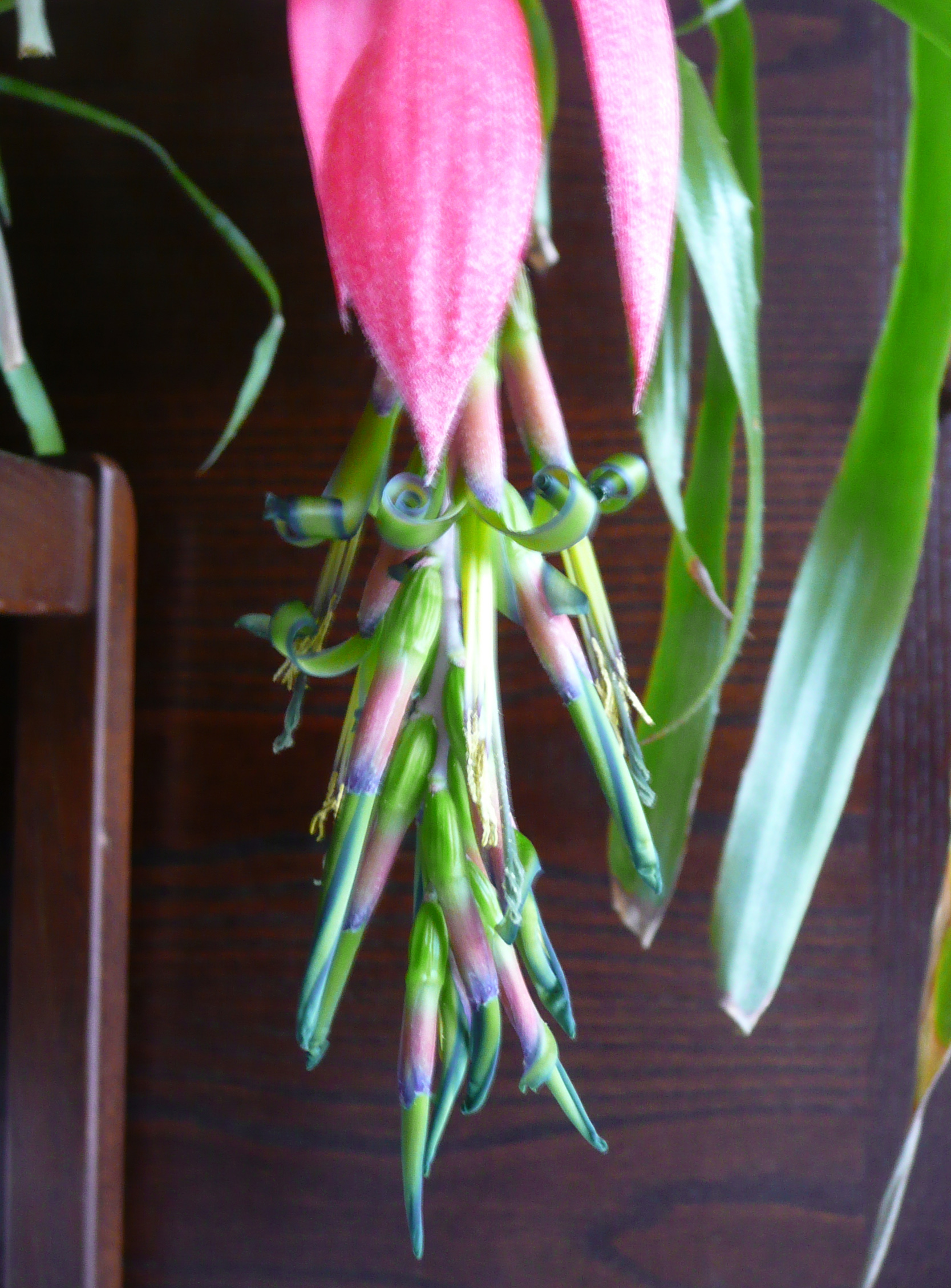
花の拡大
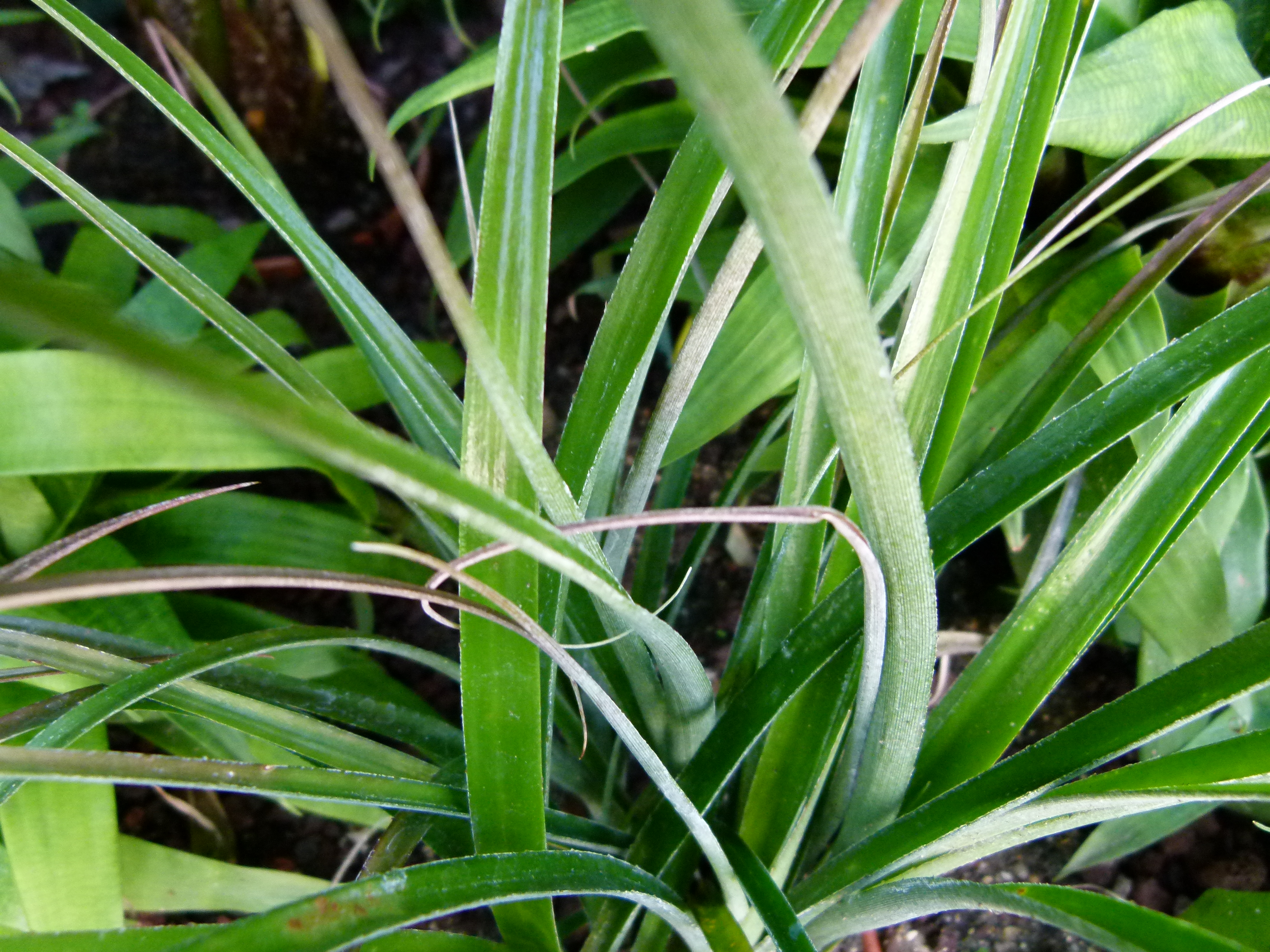
葉の様子
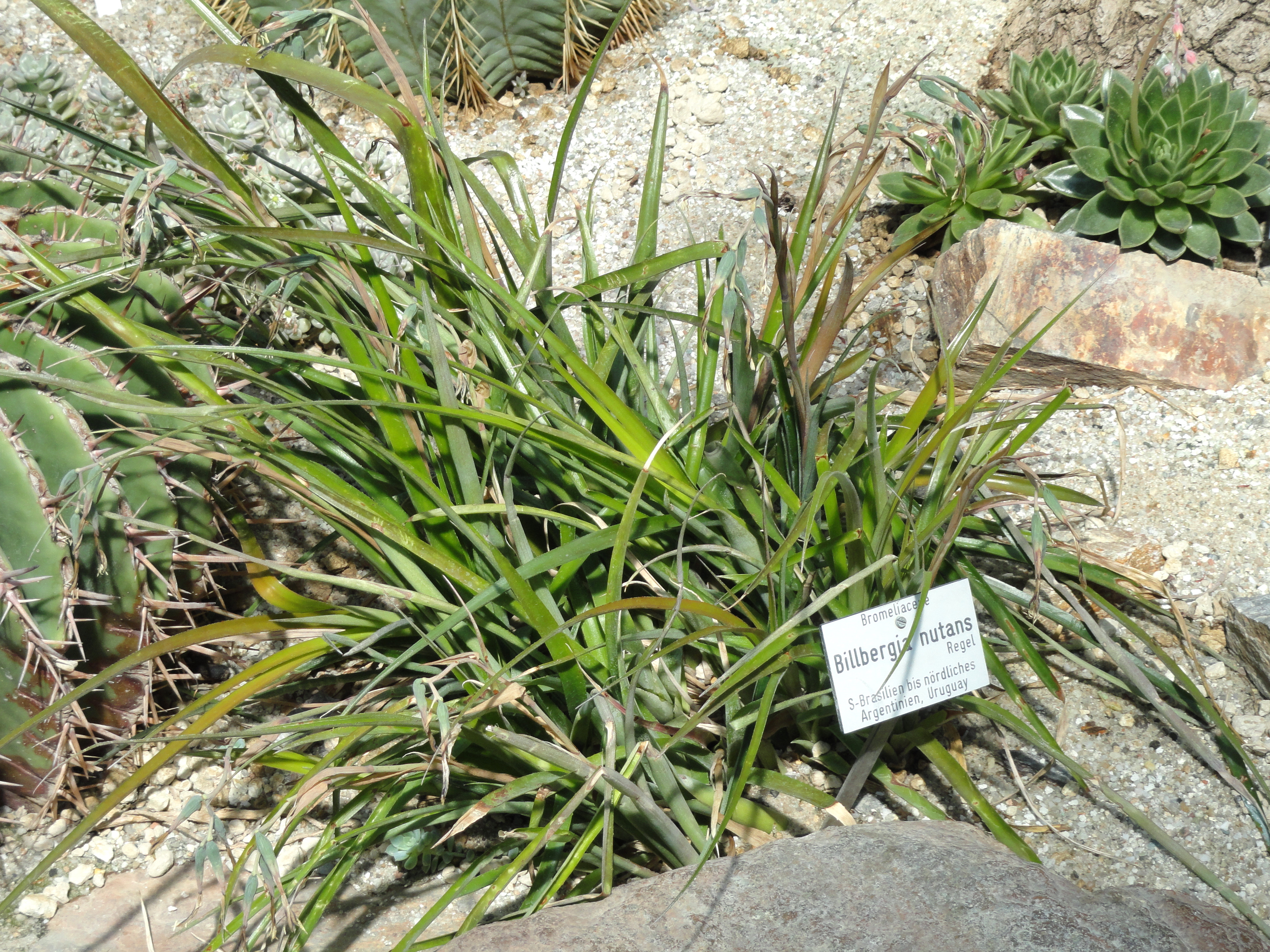
地植え